# 1813 en mathématiques
| Années des mathématiques : 1810 - 1811 - 1812 - 1813 - 1814 - 1815 - 1816    |
| Décennies des mathématiques : 1780 - 1790 - 1800 - 1810 - 1820 - 1830 - 1840 |

Cet article présente les faits marquants de l'année 1813 en mathématiques.

## Naissances
- 15 janvier : Antoine Yvon Villarceau (mort en 1883), ingénieur, astronome et mathématicien français.
- 28 janvier : Paolo Gorini (mort en 1881), mathématicien et scientifique italien.
- 13 avril : Duncan Farquharson Gregory (mort en 1844), mathématicien écossais.
- 18 juillet : Pierre Alphonse Laurent (mort en 1854), mathématicien français.
- 18 août : Benjamin Alvord (mort en 1884), militaire, mathématicien et botaniste américain.
- 5 octobre : Radhanath Sikdar (mort en 1870), mathématicien et topographe indien.

## Décès

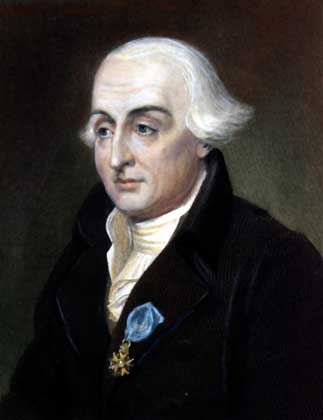
Joseph-Louis Lagrange

- 10 avril : Joseph-Louis Lagrange (né en 1736), mathématicien, mécanicien et astronome français.